# Kamadhoo
Kamadhoo is een van de bewoonde eilanden van het Baa-atol behorende tot de Maldiven.

## Demografie
Kamadhoo telt (stand maart 2007) 207 vrouwen en 223 mannen.